# La Seigneurie
La Seigneurie är en ort i kronbesittningen Guernsey. Den ligger i den östra delen av landet. La Seigneurie ligger 95 meter över havet och antalet invånare är 170. Den ligger på ön Sark.
Terrängen runt La Seigneurie är platt.